# X Factor
„Екс Фактор“ (на английски: X Factor) е българско телевизионно музикално шоу по британската продукция, собственост на Fremantle Media и продуцирана от Саймън Кауъл – The X Factor. Излъчва се в 33 държави, от които и България – от 2011 г. насам.

## Формат
Предаването е в програмата на Нова телевизия. Първият епизод, който е излъчен, е на 11 септември 2011 г., като негови продуценти са Паприка латино.
В първия сезон журито (менторите) се състои от Васко Василев, Поли Генова, Мария Илиева и Магомед Алиев – Мага. Водещ е Део. Минималната възраст за участие във формата е 16 години, а максимална – неограничена. Кастингите са проведени в 6 български града – София, Варна, Пловдив, Бургас, Стара Загора и Плевен между 25 юни 2011 г. и 16 юли 2011 година. Участниците имат право да пеят акапелно, на сингбек или с музикален инструмент, т.е. в акомпанимент. Етапът след кастингите е „Тренировъчният лагер“, по време на който менторите избират най-добрите 24 от допуснатите 200. Участниците трябва да изпълнят две вокални задачи и една задача – изненада, поставени от журито. Последни са концертите на живо, когато публиката и телевизионните зрители гласуват със SMS, който дава позитивен вот. Тези, които имат най-малко гласове, отпадат. Победителят има право да запише сингъл в международно студио с подкрепата и помощта на Sony Music Entertainment. Първия сезон печели Рафи Бохосян.
Вторият сезон на X Factor Bulgaria е реализиран през 2013 година, като стартира на 9 септември. Журито и водещите са в нов състав: менторите – Любо Киров, Мария Илиева, Станислава Армутлиева – Саня и Велизар Соколов – Заки; водещите – Мария Игнатова и Алекс Раева. Победителят е Жана Бергендорф, която записва сингъл и прави клип на песента си „Самурай“ с подкрепата и продуцентството на „Virginia Records“ (Станислава Армутлиева).
Третият сезон на хитовото телевизионно предаване стартира на 9 септември, но година по-късно. Менторите и водещите са в абсолютно същия състав. На кастингите се явяват много участници от всички точки на страната, но към втория етап биват допуснати само 116. След четири задачи остават само 27 – по 7 от всички категории и 6 групи. Към концертите на живо остават 16 участници. Победител в третия сезон е Славин Славчев.
През есента на 2015 година е реализиран четвъртият сезон на шоуто, като стартира на 8 септември. За разлика от предните три сезона, освен наградата запис на сингъл и награда от 50 000 лв. Водещите са същите, но журито е в нов състав – Люси Дяковска, Криско, Станислава Армутлиева и Магърдич Халваджиян. Победител в четвъртото издание е Християна Лоизу.
Петият и последен сезон на шоуто е реализиран през есента на 2017 година. Водещите остават непроменени, а журито е в състав – Любо Киров, Криско, Станислава Армутлиева и Велизар Соколов – Заки. Победител в шоуто става момичешката група 4 Magic.
На 16 юли 2024 г. от 21:00 часа по случай 30-годишнината на Нова телевизия е излъчено специално едночасово издание на предаването с най-добрите моменти от неговата история.

## Сезони
| Сезон | Сезон | ТВ канал | Година      | Епизоди | Старт             | Финал            | Победител       | Награда                                           |
| ----- | ----- | -------- | ----------- | ------- | ----------------- | ---------------- | --------------- | ------------------------------------------------- |
|       | 1     | Нова ТВ  | 2011        | 23      | 11 септември 2011 | 11 декември 2011 | Рафи Бохосян    | запис на сингъл в Sony Music Entertainment        |
|       | 2     | Нова ТВ  | 2013        | 23      | 9 септември 2013  | 20 декември 2013 | Жана Бергендорф | запис на сингъл във Вирджиния Рекърдс             |
|       | 3     | Нова ТВ  | 2014 – 2015 | 39      | 9 септември 2014  | 9 февруари 2015  | Славин Славчев  | запис на сингъл във Вирджиния Рекърдс             |
|       | 4     | Нова ТВ  | 2015 – 2016 | 36      | 8 септември 2015  | 25 януари 2016   | Християна Лоизу | 50 000 лв., запис на сингъл във Вирджиния Рекърдс |
|       | 5     | Нова ТВ  | 2017        | 15      | 10 септември 2017 | 17 декември 2017 | 4 Magic         | 50 000 лв., запис на сингъл във Вирджиния Рекърдс |

## Ментори и водещи
| Сезон | Водещи                       | Ментори              | Ментори       | Ментори         | Ментори                |
| ----- | ---------------------------- | -------------------- | ------------- | --------------- | ---------------------- |
| 1     | Деян Славчев – Део           | Магомед Алиев – Мага | Мария Илиева  | Поли Генова     | Васко Василев          |
| 2     | Мария Игнатова и Алекс Раева | Любо Киров           | Мария Илиева  | Саня Армутлиева | Велизар Соколов – Заки |
| 3     | Мария Игнатова и Алекс Раева | Любо Киров           | Мария Илиева  | Саня Армутлиева | Велизар Соколов – Заки |
| 4     | Мария Игнатова и Алекс Раева | Криско               | Люси Дяковска | Саня Армутлиева | Магърдич Халваджиян    |
| 5     | Мария Игнатова и Алекс Раева | Любо Киров           | Криско        | Саня Армутлиева | Велизар Соколов – Заки |

## Етапи

### Кастинги

#### Прослушвания
Преди участниците да се срещнат с менторите минават през предварителни прослушвания, проведени от продуцентите. Този етап се провежда в 5 големи големи български града – София, Пловдив, Бургас, Варна и Велико Търново. Преди кастингите пред публика участниците получават съобщение под различна форма дали са одобрени да участват във формата, или не.

#### Кастинги пред публика
Това е първият етап, който се излъчва по телевизията. Всеки, одобрен след прослушванията, се явява пред четиримата ментори и пред публика. Участниците биват интервюирани, преди да излязат на сцената от водещите на шоуто. За да се продължи напред, всеки трябва да получи поне 3 пъти „ДА“ от журито. Тези с 2 пъти „ДА“ или по-малко не продължават напред към тренировъчния лагер.

### Тренировъчен лагер
Тренировъчният лагер е най-трудният етап за участниците, защото тогава се проверява тяхната издръжливост, подготвеност и дисциплина. В рамките на 3 дни всички минават през няколко изпитания, като биват сформирани групи, в които певците трябва да успеят да се спеят и да затвърдят мястото си в шоуто. Етапът се провежда без публика – само пред менторите, които решават взаимно кои са способни да се борят в „предизвикателството на шестте стола“.

#### Предизвикателството на шестте стола
„Предизвикателството на шестте стола“ е най-жестокият последен етап на тренировъчния лагер, фигуриращ от сезон 4, както за участниците, така и за менторите. Това е моментът, когато менторите разбират категорията, с която ще се борят (момчета, момичета, мъже и жени над 25 години и групи). Всеки продължил пее индивуално пред журито, като менторът на съответната група решава дали да даде стол на участника. Членовете на журито имат право да правят смени, след които смененият отпада. Продължават само шестима от всяка категория към съдийските школи.

### Съдийски школи
Съдийските школи са последният етап преди концертите на живо. Всеки участник пее индивуално пред ментора на неговата категория и специален гост. Всеки ментор трябва да избере трима участници, които да продължат напред в състезанието.

### Концерти на живо
Концертите на живо са най-дългият и последен етап от шоуто. Провеждат се всяка седмица на живо, като отпада по един участник. Концертите са тематизирани и всеки трябва да избере подходяща песен, отговаряща на темата, с която да може да се представи най-добре. Концертите са на живо и се провеждат пред публика и менторите на шоуто. По време на шоуто публиката гласува, избирайки кои участници трябва да продължат. Последните двама отиват на елиминации.

## Първи сезон

### Водещ
- Деян Славчев – Део

### Жури (ментори)
- Васко Василев – момчета
- Поли Генова – дуети и групи
- Мария Илиева – момичета
- Магомед Алиев – Мага – участници над 25 години

### LIVE концерти

#### Концерти на живо
| Дата         | Тема                   | Последни двама                        | Последни двама                      |
| 27 септември | Стартов концерт        | Маргарита Алексиева (18 години)       | Владимир Зомбори (23 години)        |
| 4 октомври   | Рок                    | Suga' Mamma (18 – 24 години)          | Михаела Филева (20 години)          |
| 11 октомври  | Ремикс                 | Маргарита Алексиева (2) (18 години)   | Suga' Mamma (2) (18 – 24 години)    |
| 18 октомври  | Български хитове       | Александра Апостолова (30 години)     | Мартин Александров (43 години)      |
| 25 октомври  | Соул и R&B             | Voice of Boys (17 – 25 години)        | Нора Дончева (43 години)            |
| 1 ноември    | Вси Светии             | Ангел и Моисей (18 – 20 години)       | Маргарита Алексиева (3) (18 години) |
| 8 ноември    | Любовни песни          | Voice of Boys (2) (17 – 25 години)    | Jeason Brad Lewis (26 години)       |
| 15 ноември   | Легендарни групи/Дуети | Стела Петрова (21 години)             | Voice of Boys (3) (17 – 25 години)  |
| 22 ноември   | Четвъртфинал           | Ангел и Моисей (2) (18 – 20 години)   | Стела Петрова (2) (21 години)       |
| 29 ноември   | Полуфинал              | Александра Апостолова (2) (30 години) | Ангел и Моисей (3) (18 – 20 години) |

| Дата        | Тема  | Последни трима                        | Последни трима            | Последни трима           |
| 11 декември | Финал | Александра Апостолова (3) (30 години) | Богомил Бонев (14 години) | Рафи Бохосян (18 години) |

#### Финалисти
|  | Ментор                                       | Участници, години                                                        | Отпаднали участници |
|  | -------------------------------------------- | ------------------------------------------------------------------------ | --- |
|  | Мария Илиева (момичета)                      | -                                                                        | Михаела Филева (20 години) – 4 октомври Маргарита Алексиева (18 години) – 1 ноември Стела Петрова (21 години) – 22 ноември          |
|  | Поли Генова (дуети и групи)                  | -                                                                        | Suga' Mamma (18 – 24 години) – 11 октомври Voice of Boys (17 – 25 години) – 15 ноември Ангел и Мойсей (18 – 20 години) – 29 ноември |
|  | Магомед Алиев-Мага (участници над 25 години) | Сани Алекса (30 години) (Трето място)                                    | Мартин Александров (43 години) – 18 октомври Нора Дончева (43 години) – 25 октомври                                                 |
|  | Васко Василев (момчета)                      | Богомил Бонев (14 години) Второ място Рафи Бохосян (18 години) ПОБЕДИТЕЛ | Владимир Зомбори (23 години) – 27 септември Jeason Brad Lewis (26 години) – 8 ноември                                               |

### Излъчване
|     | Етап     | Име на етап        | Брой епизоди | Начало-край               | Схема на излъчване      | Схема на излъчване          | Схема на излъчване          | Схема на излъчване    | Схема на излъчване     | Схема на излъчване       | Схема на излъчване |
| Име | Име      | Име                | Брой епизоди | Начало-край               | Понеделник              | Вторник                     | Сряда                       | Четвъртък             | Петък                  | Неделя                   |                    |
| --- | -------- | ------------------ | ------------ | ------------------------- | ----------------------- | --------------------------- | --------------------------- | --------------------- | ---------------------- | ------------------------ | ------------------ |
|     | Първи    | Кастинги           | 7            | 11 – 16 септември         | 20:00 – 21:00 (III еп)  | 20:00 – 21:00 (IV еп)       | 20:00 – 21:00 (V еп)        | 20:00 – 21:00 (VI еп) | 20:00 – 21:00 (VII еп) | 20:00 – 22:00 (I+II еп)  |                    |
|     | Втори    | Тренировъчен лагер | 2            | 19 – 20 септември         | 20:00 – 21:00 (VIII еп) | 20:00 – 21:00 (IX еп)       |                             |                       |                        |                          |                    |
|     | Трети    | Съдийски школи     | 3            | 21 – 23 септември         |                         |                             | 20:00 – 21:00 (X еп)        | 20:00 – 21:00 (XI еп) | 20:00 – 21:00 (XII еп) |                          |                    |
|     | Четвърти | Концерти на живо   | 10           | 27 септември – 30 ноември |                         | 20:00 – 22:00 (XIII-XXI еп) | 20:00 – 21:00 (XIV-XXII еп) |                       |                        |                          |                    |
|     | Финален  | Финал              | 1            | 11 декември               |                         |                             |                             |                       |                        | 20:00 – 22:00 (XXIII еп) |                    |

## Втори сезон

### Водещи
- Мария Игнатова
- Алекс Раева

### Жури (ментори)
- Любо Киров – участници над 25 години
- Мария Илиева – дуети и групи
- Саня Армутлиева – момчета
- Велизар Соколов – Заки – момичета

### Концерти на живо
| Дата        | Тема                   | Последни двама                   | Последни двама                      |
| 3 октомври  | Стартови концерти      | Теодора Цончева (22 години)      | Георги Арсов (19 години)            |
| 4 октомври  | Стартови концерти      | Виктория Куприна (27 години)     | The New Way (16 – 21 години)        |
| 10 октомври | Български хитове       | Lollipop (17 – 18 години)        | Алекс и Влади Димитрови (17 години) |
| 17 октомври | Денс и R&B             | Пламен Миташев (28 години)       | Виктория Куприна (2) (27 години)    |
| 24 октомври | ТОП 20 Световни звезди | Таня Димитрова (21 години)       | Lollipop (2) (17 – 18 години)       |
| 31 октомври | Вси Светии             | Нелина Георгиева (16 години)     | Глория и Яница Василеви (20 години) |
| 7 ноември   | Концерт по желание     | Мартин Котрулев (24 години)      | Пламен Миташев (2) (28 години)      |
| 14 ноември  | Британска музика       | Теодора Цончева (2) (22 години)  | Таня Димитрова (2) (21 години)      |
| 21 ноември  | Любовни песни          | Ана-Мария Янакиева (15 години)   | Мартин Котрулев (2) (24 години)     |
| 28 ноември  | Филмова вечер          | Иван Радуловски (24 години)      | Людмила Йовчева (62 години)         |
| 5 декември  | Четвъртфинал           | Нелина Георгиева (2) (16 години) | Иван Радуловски (2) (24 години)     |
| 12 декември | Полуфинал              | Нелина Георгиева (3) (16 години) | Нелина Георгиева (3) (16 години)    |
| 12 декември | Полуфинал              | Атанас Колев (16 години)         | Теодора Цончева (3) (22 години)     |

| Дата        | Тема  | Последни трима                     | Последни трима               | Последни трима              |
| 20 декември | Финал | Ана-Мария Янакиева (2) (15 години) | Атанас Колев (2) (16 години) | Жана Бергендорф (27 години) |

#### Финалисти
|  | Ментор                               | Участници, години                            | Отпаднали участници |
|  | ------------------------------------ | -------------------------------------------- | --- |
|  | Велизар Соколов-Заки (момичета)      | Ана-Мария Янакиева (15 години) (Трето място) | Таня Димитрова (21 години) – 14 ноември Нелина Георгиева (16 години) – 12 декември Теодора Цончева (22 години) – 12 декември                                                          |
|  | Мария Илиева (дуети и групи)         | -                                            | The New Way (16 – 21 години) – 4 октомври Алекс и Влади Димитрови (17 години) – 10 октомври Lollipop (17 – 18 години) – 24 октомври Глория и Яница Василеви (20 години) – 31 октомври |
|  | Любо Киров (участници над 25 години) | Жана Бергендорф (27 години) ПОБЕДИТЕЛ        | Виктория Куприна (27 години) – 17 октомври Пламен Миташев (28 години) – 7 ноември Людмила Йовчева (62 години) – 28 ноември                                                            |
|  | Саня Армутлиева (момчета)            | Атанас Колев (16 години) Второ място         | Георги Арсов (19 години) – 3 октомври Мартин Котрулев (24 години) – 21 ноември Иван Радуловски (24 години) – 5 декември                                                               |

### Излъчване
|     | Етап     | Име на етап        | Брой епизоди | Начало-край               | Схема на излъчване      | Схема на излъчване     | Схема на излъчване           | Схема на излъчване          |
| Име | Име      | Име                | Брой епизоди | Начало-край               | Понеделник              | Вторник                | Четвъртък                    | Петък                       |
| --- | -------- | ------------------ | ------------ | ------------------------- | ----------------------- | ---------------------- | ---------------------------- | --------------------------- |
|     | Първи    | Кастинги           | 6            | 9 – 20 септември          | 21:00 – 23:00 (I+II еп) | 21:00 – 22:00 (IV еп)  | 21:00 – 22:00 (V еп)         | 21:00 – 22:00 (III; VI еп)  |
|     | Втори    | Тренировъчен лагер | 2            | 24 – 26 септември         |                         | 21:00 – 22:00 (VII еп) | 21:00 – 23:00 (VIII еп)      |                             |
|     | Трети    | Съдийски школи     | 2            | 27 септември – 1 октомври |                         | 21:00 – 22:00 (X еп)   |                              | 21:00 – 22:30 (IX еп)       |
|     | Четвърти | Концерти на живо   | 12           | 3 октомври – 13 декември  |                         |                        | 21:00 – 23:00/30 (XI-XXI еп) | 21:00 – 23:00 (XII-XXII еп) |
|     | Финален  | Финал              | 1            | 20 декември               |                         |                        |                              | 21:00 – 23:30 (XXIII еп)    |

## Трети сезон

### Водещи
- Мария Игнатова
- Алекс Раева

### Жури (ментори)
- Любо Киров – участници над 25 години
- Мария Илиева – момчета
- Саня Армутлиева – момичета
- Велизар Соколов – Заки – дуети и групи

### LIVE концерти

#### Концерти на живо
| Дата        | Тема                   | Последни двама                            | Последни двама                            |
| 21 октомври | Стартови концерти      | Станимир Маринов (24 години)              | Сабатин Гогов (18 години)                 |
| 21 октомври | Стартови концерти      | Михаела Маринова (16 години)              | Люба Илиева (18 години)                   |
| 23 октомври | Стартови концерти      | Ренета Ганева (30 години)                 | Виктор Самсонов (27 години)               |
| 23 октомври | Стартови концерти      | Sweet 16 (15 – 16 години)                 | Ива и Нора (19 – 23 години)               |
| 28 октомври | Вси Светии             | Траян Костов (21 години)                  | Станимир Маринов (2) (24 години)          |
| 4 ноември   | ТОП 20 Световни звезди | Михаела Маринова (2) (16 години)          | Ренета Ганева (2) (30 години)             |
| 11 ноември  | Изтокът                | Невена Пейкова (19 години)                | 4U (17 – 18 години)                       |
| 18 ноември  | Америка vs Европа      | Георги Бенчев (37 години)                 | Атанас Ловчинов (57 години)               |
| 25 ноември  | Филмова вечер          | Траян Костов (2) (21 години)              | Кристина Дончева (14 години)              |
| 2 декември  | Любовни песни          | Иво и Пламен Добреви (17 – 20 години)     | Sweet 16 (2) (15 – 16 години)             |
| 9 декември  | Преобразяване          | Михаела Маринова (3) (16 години)          | Траян Костов (3) (21 години)              |
| 24 декември | Коледа                 | Няма елиминации                           | Няма елиминации                           |
| 19 януари   | Осминафинал            | Георги Бенчев (2) (37 години)             | Мирян Костадинов (22 години)              |
| 26 януари   | Четвъртфинал           | Иво и Пламен Добреви (2) (17 – 20 години) | Георги Бенчев (3) (37 години)             |
| 2 февруари  | Полуфинал              | Невена Пейкова (2) (19 години)            | Иво и Пламен Добреви (3) (17 – 20 години) |

| Дата       | Тема  | Последни трима                   | Последни трима                 | Последни трима             |
| 9 февруари | Финал | Михаела Маринова (4) (16 години) | Невена Пейкова (3) (19 години) | Славин Славчев (23 години) |

#### Финалисти
|  | Ментор                               | Участници, години                                                                 | Отпаднали участници |
|  | ------------------------------------ | --------------------------------------------------------------------------------- | --- |
|  | Саня Армутлиева (момичета)           | Невена Пейкова (19 години) Второ място Михаела Маринова (16 години) (Трето място) | Люба Илиева (18 години) – 21 октомври Кристина Дончева (14 години) – 25 ноември                                                                                      |
|  | Велизар Соколов-Заки (дуети и групи) | -                                                                                 | Ива и Нора (19 – 23 години) – 23 октомври 4U (17 – 18 години) – 11 ноември Sweet 16 (15 – 16 години) – 2 декември Иво и Пламен Добреви (17 – 20 години) – 2 февруари |
|  | Любо Киров (участници над 25 години) | -                                                                                 | Виктор Самсонов (27 години) – 23 октомври Ренета Ганева (30 години) – 4 ноември Атанас Ловчинов (57 години) – 18 ноември Георги Бенчев (37 години) – 26 януари       |
|  | Мария Илиева (момчета)               | Славин Славчев (23 години) ПОБЕДИТЕЛ                                              | Сабатин Гогов (18 години) – 21 октомври Станимир Маринов (24 години) – 28 октомври Траян Костов (21 години) – 9 декември Мирян Костадинов (22 години) – 19 януари    |

### Излъчване
|     | Етап     | Име на етап        | Брой епизоди | Начало-край                | Схема на излъчване                                      | Схема на излъчване                                            | Схема на излъчване         | Схема на излъчване                                 |
| Име | Име      | Име                | Брой епизоди | Начало-край                | Понеделник                                              | Вторник                                                       | Сряда                      | Четвъртък                                          |
| --- | -------- | ------------------ | ------------ | -------------------------- | ------------------------------------------------------- | ------------------------------------------------------------- | -------------------------- | -------------------------------------------------- |
|     | Първи    | Кастинги           | 7            | 9 – 25 септември           |                                                         | 21:00 – 23:00 (I+II; VI еп)                                   | 22:00 – 23:00 (III; IV еп) | 22:00 – 23:00 (V; VII еп)                          |
|     | Втори    | Тренировъчен лагер | 4            | 30 септември – 10 октомври |                                                         | 22:00 – 23:00 (VIII; X еп)                                    |                            | 22:00 – 23:00 (IX; XI еп)                          |
|     | Трети    | Съдийски школи     | 2            | 14 – 16 октомври           |                                                         | 22:00 – 23:30 (XII еп)                                        |                            | 22:00 – 23:00 (XIII еп)                            |
|     | Четвърти | Концерти на живо   | 25           | 21 октомври – 2 февруари   | 20:00 – 22:00 (XXXI; XXXIII еп) 20:00 – 23:00 (XXXV еп) | 21:00 – 23:00 (XIV-XXVIII еп) 21:00 – 22:00 (XXXII; XXXIV еп) | 20:00 – 22:00 (XXX еп)     | 21:00 – 23:00 (XV еп) 22:00 – 23:00 (XVII-XXIX еп) |
|     | Финален  | Финал              | 1            | 9 февруари                 | 20:00 – 23:00 (XXXVI еп)                                |                                                               |                            |                                                    |

## Четвърти сезон

### Водещи
- Мария Игнатова
- Алекс Раева

### Жури (ментори)
- Криско – момичета
- Люси Дяковска – дуети и групи
- Саня Армутлиева – момчета
- Магърдич Халваджиян – участници над 25 години

### LIVE концерти

#### Концерти на живо
| Дата        | Тема                   | Последни двама                           | Последни двама                           |
| 20 октомври | №1                     | A.V.A. (16 – 19 години)                  | Анджела Киркова (17 години)              |
| 27 октомври | Вси Светии             | Ева-Мария Петрова (22 години)            | Кристиян Янкулов (22 години)             |
| 3 ноември   | Любовни песни          | Дарина Йотова (17 години)                | Живко Станев (22 години)                 |
| 10 ноември  | Български хитове       | Александрина Макенджиева (35 години)     | Paradise (16 – 17 години)                |
| 17 ноември  | Филмова вечер          | Виктория Георгиева (17 години)           | Ева-Мария Петрова (2) (22 години)        |
| 24 ноември  | Велики хитове          | Александрина Макенджиева (2) (35 години) | Salute (16 – 18 години)                  |
| 1 декември  | Диско хитове           | Дарина Йотова (2) (17 години)            | Belcanto (34 – 42 години)                |
| 8 декември  | Интернационални хитове | Стивън Ачикор (31 години)                | Александрина Макенджиева (3) (35 години) |
| 24 декември | Коледа                 | Няма елиминации                          | Няма елиминации                          |
| 4 януари    | Осминафинал            | Дарина Йотова (3) (17 години)            | Виктория Георгиева (2) (17 години)       |
| 11 януари   | Четвъртфинал           | A.V.A. (2) (16 – 19 години)              | Стивън Ачикор (2) (31 години)            |
| 18 януари   | Полуфинал              | Кристиан Костов (15 години)              | A.V.A. (3) (16 – 19 години)              |

| Дата      | Тема  | Последни трима                | Последни трима                  | Последни трима              |
| 25 януари | Финал | Дарина Йотова (4) (17 години) | Кристиан Костов (2) (15 години) | Християна Лоизу (25 години) |

#### Финалисти
|  | Ментор                                        | Участници, години                       | Отпаднали участници |
|  | --------------------------------------------- | --------------------------------------- | --- |
|  | Криско (момичета)                             | Дарина Йотова (17 години) (Трето място) | Анджела Киркова (17 години) – 20 октомври Ева-Мария Петрова (22 години) – 17 ноември Виктория Георгиева (18 години) – 4 януари                         |
|  | Люси Дяковска (дуети и групи)                 | -                                       | Paradise (16 – 17 години) – 10 ноември Salute (16 – 18 години) – 24 ноември Belcanto (34 – 42 години) – 1 декември A.V.A. (16 – 19 години) – 18 януари |
|  | Магърдич Халваджиян (участници над 25 години) | Християна Лоизу (25 години) ПОБЕДИТЕЛ   | Александрина Макенджиева (35 години) – 8 декември Стивън Ачикор (31 години) – 11 януари                                                                |
|  | Саня Армутлиева (момчета)                     | Кристиан Костов (15 години) Второ място | Кристиян Янкулов (22 години) – 27 октомври Живко Станев (22 години) – 3 ноември                                                                        |

### Излъчване
|     | Етап     | Име на етап        | Брой епизоди | Начало-край             | Схема на излъчване           | Схема на излъчване                                                   | Схема на излъчване                                    |
| Име | Име      | Име                | Брой епизоди | Начало-край             | Понеделник                   | Вторник                                                              | Четвъртък                                             |
| --- | -------- | ------------------ | ------------ | ----------------------- | ---------------------------- | -------------------------------------------------------------------- | ----------------------------------------------------- |
|     | Първи    | Кастинги           | 7            | 8 – 29 септември        |                              | 21:00 – 22:30 (I еп) 21:00 – 23:00 (III; V еп) 21:30 – 22:00 (IV еп) | 21:00 – 22:30 (II еп) 21:30 – 23:00 (IV; VI еп)       |
|     | Втори    | Тренировъчен лагер | 3            | 1 – 8 октомври          |                              | 21:00 – 22:00 (IX еп)                                                | 21:00 – 22:00 (VIII; X еп)                            |
|     | Трети    | Съдийски школи     | 2            | 13 – 15 октомври        |                              | 21:00 – 22:00 (XI еп)                                                | 21:00 – 22:00 (XII еп)                                |
|     | Четвърти | Концерти на живо   | 23           | 20 октомври – 19 януари | 20:00 – 22:00 (XXX-XXXIV еп) | 21:00 – 23:00 (XIII-XXVII еп) 20:00 – 21:00 (XXXI-XXXV еп)           | 21:00 – 22:00 (XIV-XXVIII еп) 20:00 – 22:00 (XXIX еп) |
|     | Финален  | Финал              | 1            | 25 януари               | 20:00 – 23:00 (XXXVI еп)     |                                                                      |                                                       |

## Пети сезон

### Водещи
- Мария Игнатова
- Алекс Раева

### Жури (ментори)
- Любо Киров – дуети и групи
- Криско – момчета
- Саня Армутлиева – момичета
- Велизар Соколов – Заки – участници над 25 години

### Концерти „на живо“

#### Концерти на живо
| Дата        | Тема             | Последни двама                    | Последни двама                        |
| 22 октомври | Стартов концерт  | Дахмара - Таки (31 години)        | Дахмара - Таки (31 години)            |
| 22 октомври | Стартов концерт  | Манал Ел Фейтури (36 години)      | Стоянчо Бучков (22 години)            |
| 29 октомври | Вси Светии       | Treasures (15 – 17 години)        | Манал Ел Фейтури (2) (36 години)      |
| 5 ноември   | Български хитове | Марио и Виктория (19 – 20 години) | Treasures (2) (15 – 17 години)        |
| 12 ноември  | Любовни песни    | Вирджиния Събева (25 години)      | Иван Димитров (19 години)             |
| 19 ноември  | Филмова вечер    | Мирослава Тодорова (15 години)    | Теодор Стоянов (20 години)            |
| 26 ноември  | Парти вечер      | 4 Magic (14 – 15 години)          | Вирджиния Събева (2) (25 години)      |
| 3 декември  | Евъргрийни/Дуети | Ева Пармакова (16 години)         | Марио и Виктория (2) (19 – 20 години) |
| 10 декември | Полуфинал        | Йоана Димитрова (20 години)       | Милена Цанова (18 години)             |
| 10 декември | Полуфинал        | Йоана Димитрова (20 години)       | Мирослава Тодорова (2) (15 години)    |

| Дата        | Тема  | Последни трима                | Последни трима                  | Последни трима               |
| 17 декември | Финал | Ева Пармакова (2) (16 години) | Йоана Димитрова (2) (20 години) | 4 Magic (2) (14 – 15 години) |

#### Финалисти
|  | Ментор                                         | Участници, години                                                               | Отпаднали участници |
|  | ---------------------------------------------- | ------------------------------------------------------------------------------- | --- |
|  | Саня Армутлиева (момичета)                     | Ева Пармакова (16 години) (Трето място) Йоана Димитрова (20 години) Второ място | Мирослава Тодорова (15 години) – 10 декември Милена Цанова (18 години) – 10 декември                                    |
|  | Любо Киров (дуети и групи)                     | 4 Magic (14 – 15 години) – ПОБЕДИТЕЛ                                            | Treausers (15 – 17 години) – 5 ноември Марио и Виктория (20 – 21 години) – 3 декември                                   |
|  | Велизар Соколов-Заки (участници над 25 години) | -                                                                               | Дахмара (31 години) – 22 октомври Манал Ел Фейтури (36 години) – 29 октомври Вирджиния Събева (25 години) – 26 ноември  |
|  | Криско (момчета)                               | -                                                                               | Стоянчо Бучков (22 години) – 22 октомври Иван Димитров (19 години) – 12 ноември Теодор Стоянов (20 години) – 19 ноември |

### Излъчване
|     | Етап     | Име на етап        | Брой епизоди | Начало-край               | Схема на излъчване                                 |
| Име | Име      | Име                | Брой епизоди | Начало-край               | Неделя                                             |
| --- | -------- | ------------------ | ------------ | ------------------------- | -------------------------------------------------- |
|     | Първи    | Кастинги           | 4            | 10 септември – 1 октомври | 20:00 – 22:00 (I; III-IV еп) 20:00 – 22:15 (II еп) |
|     | Втори    | Тренировъчен лагер | 1            | 8 октомври                | 20:00 – 22:30 (V еп)                               |
|     | Трети    | Съдийски школи     | 1            | 15 октомври               | 20:00 – 22:30 (VI еп)                              |
|     | Четвърти | Концерти на живо   | 8            | 22 октомври – 10 декември | 20:00 – 22:30 (VII-XIV еп)                         |
|     | Финален  | Финал              | 1            | 17 декември               | 20:00 – 22:30 (XV еп)                              |